# Roger Connor
Roger Connor (Waterbury, 1º luglio 1857 – Waterbury, 4 gennaio 1931) è stato un giocatore di baseball e allenatore di baseball statunitense di ruolo prima base nella Major League Baseball (MLB). È stato introdotto nella National Baseball Hall of Fame nel 1976.

## Carriera
Connor giocò in carriera per diverse squadre ma in particolar modo per i New York Gothams, che, proprio a causa della sua statura, vennero ribattezzati "Giants". Fu il giocatore a cui Babe Ruth succedette come leader di tutti i tempi in fuoricampo: i suoi 138 home run in carriera resistettero come primato per 23 anni dopo il suo ritiro nel 1897. Dopo i suoi giorni da giocatore, Connor possedette e allenò squadre nelle minor league baseball. Fu introdotto nella Baseball Hall of Fame nel 1976 dopo essere stato largamente dimenticato dopo il suo ritiro. Fu sepolto con una lapide senza nome finché un gruppo di cittadini si organizzò per raccogliere fondi per un monumento funebre nel 2001.

## Palmarès
- National League: 2

New York Giants: 1888, 1889
- Miglior battitore della National League: 1

1885
- Leader della National League in punti battuti a casa: 1

1889